# Alex Khazanov
Alex Khazanov (* 2. března 1995 Tel Aviv) je izraelský reprezentant ve sportovním lezení.

## Výkony a ocenění
Mezi jeho nejlepší výsledky patří dvě bronzové medaile z Evropského poháru juniorů v letech 2013 a 2014 a zlatá medaile ze závodu světového poháru v roce 2018 v boulderingu, pravděpodobně první zlatá izraelská medaile ze světového poháru vůbec. V letech 2013-2018 měly jeho výkony stoupající tendenci, v červnu 2018 byl na 11. místě průběžného světového závodního rankingu bouldristů.

### Závodní výsledky
| Mistrovství světa | Mistrovství světa | Mistrovství světa | Mistrovství světa |
| Rok               | 2014              | 2016              | 2018              |
| ----------------- | ----------------- | ----------------- | ----------------- |
| Obtížnost         |                   |                   | 63-64             |
| Bouldering        | 69-70             | 41-42             |                   |

| Světový pohár | Světový pohár | Světový pohár | Světový pohár       | Světový pohár       | Světový pohár          |
| Rok           | 2014          | 2015          | 2016                | 2017                | 2018                   |
| ------------- | ------------- | ------------- | ------------------- | ------------------- | ---------------------- |
| Obtížnost     | 0             | —             | —                   | 0                   | 0                      |
| jednotlivě*   | ,45,          | —             | —                   | ,36,                | ,59,                   |
|               |               |               |                     |                     |                        |
| Bouldering    | 90-91         | 52-55         | 39-40               | 33                  | 12                     |
| jednotlivě*   | ,27,75,67,    | ,25,39,35,    | ,47,18,23,35,34,27, | ,43,18,18,31,47,69, | ,59-60,17,19,,21,7,57, |
|               |               |               |                     |                     |                        |
| Kombinace     | —             | —             | —                   | 101-102             |                        |

* poznámka: nalevo jsou poslední závody v roce;
v roce 2017 se kombinace počítala i za jednu disciplínu
| Mistrovství Evropy | Mistrovství Evropy | Mistrovství Evropy |
| Rok                | 2015               | 2017               |
| ------------------ | ------------------ | ------------------ |
| Bouldering         | 45-46              | 31-32              |

| Evropský pohár juniorů | Evropský pohár juniorů | Evropský pohár juniorů |
| Rok                    | 2013 junioři           | 2014 junioři           |
| ---------------------- | ---------------------- | ---------------------- |
| Bouldering             | 3                      | 3                      |
| jednotlivě*            | 6,,                    | 4,9,                   |

* poznámka: nalevo jsou poslední závody v roce